# بابي سواري
بابي اندياي سواري (بالفرنسية: Pape Souaré)‏ (مواليد 6 يونيو 1990) هو لاعب كرة قدم سنغالي يلعب حاليًا لصالح نادي كريستال بالاس الإنجليزي.

## روابط خارجية
- بابي سواري على موقع الاتحاد الدولي (مؤرشف)  (الإنجليزية)
- بابي سواري على موقع رابطة كرة القدم الفرنسية للمحترفين (الإنجليزية)
- بابي سواري على موقع قاعدة بيانات كرة القدم.إي يو (الإنجليزية)
- بابي سواري على موقع ناشيونال فوتبول تيمز (الإنجليزية)
- بابي سواري على موقع Soccerbase.com (لاعب) (الإنجليزية)
- بابي سواري على موقع Soccerway.com (الإنجليزية)
- بابي سواري على موقع عالم كرة القدم.نت (الإنجليزية)
- بابي سواري على موقع أوليمبيديا (الإنجليزية)
- بابي سواري على موقع AS.com (الإسبانية)